# Mario Mathieu
Mario Mathieu (Paraná, 19 de gener de 1917 – Paraná, 24 de novembre de 1999) va ser un ciclista argentí que combinà el ciclisme en pista amb la ruta. Del seu palmarès destaquen quatre campionats nacionals i la París-Troyes. Va participar en els Jocs Olímpics de 1948 en les proves de ruta i contrarellotge per equips.

## Palmarès en ruta
- 1935
  -  Campió de l'Argentina en ruta
  - 1r a la Doble Bragado
- 1936
  - 1r a la Doble Bragado
- 1937
  -  Campió de l'Argentina en ruta
- 1938
  -  Campió de l'Argentina en ruta
  - 1r a la Doble Bragado
- 1940
  - 1r a la Doble Bragado
- 1942
  -  Campió de l'Argentina en ruta
  - 1r a la Doble Bragado
- 1948
  - 1r a la París-Troyes

## Palmarès en pista
- 1943
  - 1r als Sis dies de Buenos Aires (amb Remigio Saavedra)
- 1945
  - 1r als Sis dies de Buenos Aires (amb Remigio Saavedra)